# Joseph De Grasse
Pour les articles homonymes, voir De Grasse.
Joseph De Grasse est un réalisateur, acteur et scénariste canadien né le 4 mai 1873 à Bathurst (Nouveau-Brunswick, Canada), mort le 25 mai 1940 à Eagle Rock (Californie, États-Unis d'Amérique). Il est le frère aîné du réalisateur Sam De Grasse et l'oncle du chef opérateur Robert De Grasse.

## Biographie
Joseph De Grasse avait étudié et était diplômé en comptabilité ; il commence sa carrière en tant que journaliste, mais tombe rapidement amoureux du théâtre et commence à travailler comme acteur de théâtre. En 1903, il quitte son emploi à temps plein en tant que comptable de la ville de Boston pour continuer à jouer. En 1910, il joue dans son premier film et bien qu'il apparaisse comme acteur dans treize films et écrive deux scénarios, son véritable intérêt était la réalisation.
Alors qu'il travaille à Hollywood pour Universal Pictures, De Grasse rencontre puis épouse l'une des rares réalisatrices travaillant à l'époque, Ida May Park. En 1915, il devient membre fondateur de la Motion Picture Directors Association, précurseur de la Directors Guild of America.
Au cours de sa carrière, il réalise un total de 86 films. En 1924, l'acteur Lon Chaney déclare à propos des frères De Grasse: 

« Joe et Sam De Grasse sont deux des personnalités les plus talentueuses de l'industrie cinématographique actuelle. Joe, un acteur très habile, est également le réalisateur accompli, ferme dans ses exigences mais habile dans sa manière de gérer les nombreux tempéraments différents de l'industrie du cinéma. Sam est le seul acteur que je connaisse qui puisse horrifier un public sans maquillage, sans posture grotesque et sans jouer devant la caméra. Il est le seul acteur que je connaisse qui a des difficultés sur le plateau entre les prises. Une paire rare, ils ont donné à l'industrie non pas une mais deux dimensions. »

Joseph De Grasse est décédé à Eagle Rock, en Californie ; il s'est effondré en marchant dans la rue. Transporté à l'hôpital où il a été déclaré mort, la cause retenue était une crise cardiaque.

## Filmographie

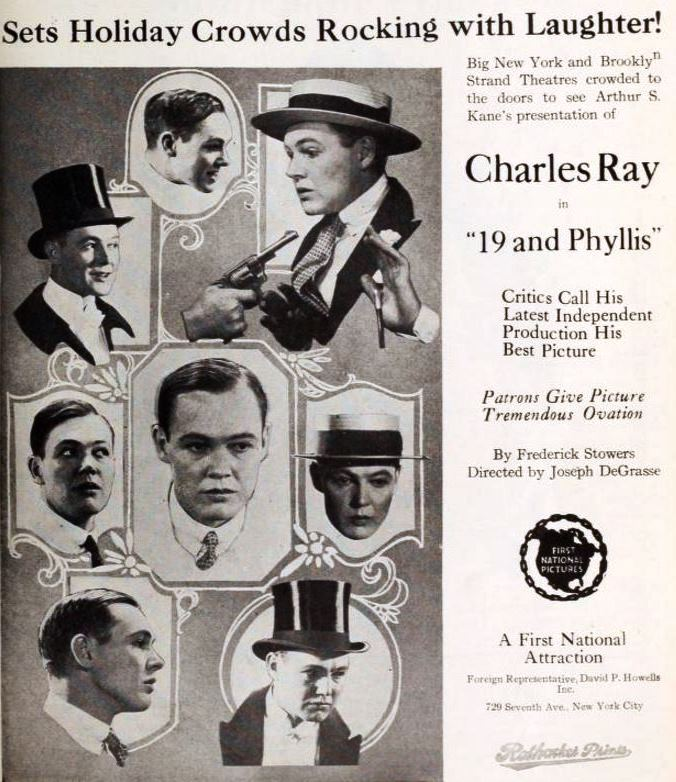
Annonce pour le film Nineteen and Phyllis (1920).

Comme réalisateur
- 1914 : Her Wayward Son (it)
- 1914 : The Lion
- 1914 : Her Bounty
- 1914 : The Cross
- 1914 : The Pipes o' Pan (en)
- 1914 : A Law Unto Herself (it)
- 1914 : Virtue Is Its Own Reward (en)
- 1914 : Her Life's Story (en)
- 1914 : Lights and Shadows (en)
- 1914 : The Lion, the Lamb, the Man (en)
- 1914 : A Night of Thrills (en)
- 1914 : Her Escape (en)
- 1915 : The Sin of Olga Brandt (en)
- 1915 : The Star of the Sea (en)
- 1915 : The Measure of a Man (en)
- 1915 : The Threads of Fate (en)
- 1915 : When the Gods Played a Badger Game (en)
- 1915 : Such Is Life (en)
- 1915 : Where the Forest Ends (en)
- 1915 : Outside the Gates (en)
- 1915 : All for Peggy (en)
- 1915 : The Desert Breed
- 1915 : Maid of the Mist (en)
- 1915 : A Man and His Money
- 1915 : The Grind (en)
- 1915 : The Girl of the Night (en)
- 1915 : Unlike Other Girls
- 1915 : frAn Idyll of the Hills (en)
- 1915 : The Stronger Mind
- 1915 : When Love Is Love
- 1915 : The Heart of Cerise
- 1915 : The Struggle
- 1915 : One Man's Evil
- 1915 : A Mountain Melody
- 1915 : Simple Polly
- 1915 : Vanity
- 1915 : Steady Company (en)
- 1915 : Bound on the Wheel (en)
- 1915 : Betty's Bondage
- 1915 : Justice des montagnes (en) (Mountain Justice)
- 1915 : Quits
- 1915 : The Pine's Revenge (en)
- 1915 : The Fascination of the Fleur de Lis (en)
- 1915 : Alas and Alack
- 1915 : A Mother's Atonement (en)
- 1915 : Lon of Lone Mountain (en)
- 1915 : The Millionaire Paupers (en)
- 1915 : Under a Shadow (en)
- 1915 : Father and the Boys (en)
- 1915 : Stronger Than Death (en)
- 1916 : Dolly's Scoop (en)
- 1916 : The Grip of Jealousy (en)
- 1916 : Tangled Hearts (en)
- 1916 : The Gilded Spider (en)
- 1916 : Bobbie of the Ballet (en)
- 1916 : The Grasp of Greed
- 1916 : The Mark of Cain
- 1916 : If My Country Should Call (en)
- 1916 : The Place Beyond the Winds
- 1916 : The Price of Silence
- 1917 : The Piper's Price
- 1917 : Maison de danses au far-west (Hell Morgan's Girl)
- 1917 : The Mask of Love
- 1917 : La Femme au damier (The Girl in the Checkered Coat)
- 1917 : Maison de poupée (A Doll's House)
- 1917 : La Dette (Pay Me!)
- 1917 : Triumph
- 1917 : The Empty Gun
- 1917 : Anything Once
- 1917 : The Winged Mystery
- 1917 : The Scarlet Car
- 1918 : The Fighting Grin
- 1918 : A Broadway Scandal
- 1918 : The Rough Lover
- 1918 : After the War
- 1918 : The Wildcat of Paris
- 1919 : Undertow
- 1919 : The Market of Souls
- 1919 : L'Apache
- 1919 : La Fille des monts (Heart o' the Hills)
- 1919 : La Dernière Partie d'échecs (His Wife's Friend)
- 1920 : The Midlanders
- 1920 : The Brand of Lopez
- 1920 : Bonnie May
- 1920 : Les Surprises d'un héritage (45 Minutes from Broadway)
- 1920 : Nineteen and Phyllis
- 1921 : La Petite Baignade (The Old Swimmin' Hole)
- 1922 : L'Audace et l'Habit (A Tailor-Made Man)
- 1923 : Premier Amour (The Girl I Loved)
- 1923 : Thundergate
- 1924 : Le Fleuve de feu (Flowing Gold)
- 1926 : The Hidden Way

Comme acteur
- 1911 : Love's Renunciation de Joseph A. Golden
- 1912 : For His Mother's Sake
- 1912 : The Squaw Man's Sweetheart
- 1912 : His Wife's Old Sweetheart : Le mari
- 1912 : A Redman's Friendship
- 1912 : A Famous Scout to the Rescue : Tom
- 1912 : Jealousy on the Ranch : Ralph
- 1912 : The $2500 Bride
- 1913 : The Pioneer's Recompense
- 1914 : The Measure of a Man
- 1914 : Lights and Shadows (en)
- 1915 : The Measure of a Man : Rôle indéterminé
- 1915 : Where the Forest Ends (en) : Silent Jordan
- 1915 : The Girl of the Night : Arthur Langham
- 1916 : The Undertow
- 1916 : The Place Beyond the Winds de lui-même : Anton Farwell
- 1918 : After the War
- 1924 : Mon grand (So Big) de Charles Brabin : Simeon Peake
- 1928 : The Cowboy Kid
- 1935 : The Drunkard : Mr. Miller
- 1935 : Le Cavalier de l'aube (The Dawn Rider) de  Robert N. Bradbury : Dad Mason
- 1936 : The Adventures of Frank Merriwell : Dr Cummings [Ch. 2]

Comme scénariste
- 1917 : A Doll's House
- 1917 : La Dette (Pay Me!) (+ histoire)

## Sources
- (en) Cet article est partiellement ou en totalité issu de l’article de Wikipédia en anglais intitulé « Joseph De Grasse » (voir la liste des auteurs).